# Cá đuôi đàn lia xanh
Cá đuôi đàn lia xanh (Fundulopanchax gardneri), là một loài cá Killi từ Nigeria và Cameroon.

## Miêu tả
Cá đuôi đàn lia xanh là loài dị hình giới tính. Những con đực có màu sắc sặc sỡ hơn những con cái và có những đường lượn sóng có đốm đỏ dọc theo cơ thể của nó. Các mép ngoài của vây lưng, vây hậu môn và vây đuôi có màu vàng. Những con cái có màu sắc kém rực rỡ hơn và có những đốm nâu hơn là đỏ. Chúng phát triển đến tổng chiều dài tối đa là 6,5 cm.

## Phân bố
Cá đuôi đàn lia xanh sinh sống trong các dòng nhánh và đầm lầy của lưu vực sông Benue và Cross của Nigeria và Cameroon.

## Môi trường sống và sinh học
Cá đuôi đàn lia xanh sinh sống ở cả các vùng trảng cỏ và rừng. Con đực lớn hơn, nhiều màu sắc hơn và có các vây có thể mở rộng lớn hơn con cái. Con đực có tính lãnh thổ. Các thủy vực mà loài này sinh sống có tính chất không thể đoán trước được và nó đã phát triển một chiến lược sinh sản thường được gọi là chiến lược sinh sản "chuyển đổi" hoặc "nửa năm". Điều này có nghĩa là trứng có thể tồn tại trong một khoảng thời gian khô nhưng chúng cũng có thể tồn tại khi bị ngập nước vĩnh viễn. Trứng chìm thường nở trong khoảng 14-21 ngày tùy thuộc vào nhiệt độ của nước. Những quả trứng được đẻ ở phía dưới.

## Phân loại và phân loài
Có một vài phân loài được công nhận:
- Cá đuôi đàn lia xanh – Fundulopanchax gardneri gardneri (Boulenger, 1911)[5]
- Cá Killi Ejagham – Fundulopanchax gardneri lacustris (Langton, 1974)[6]
- Cá Killi Mamfe – Fundulopanchax gardneri mamfensis (Radda, 1974)[7]
- Cá Killi Nigeria – Fundulopanchax gardneri nigerianus (Clausen, 1963)[8]

Fundulopanchax gardneri được miêu tả là Fundulus gardneri vào năm 1911 bởi George Albert Boulenger với loại địa phương được đưa ra là Okwoga ở đầu nguồn sông Cross, Nigeria. Loại được sưu tập bởi Thuyền trưởng R.D. Gardner, người được vinh danh với cái tên cụ thể cho loài.

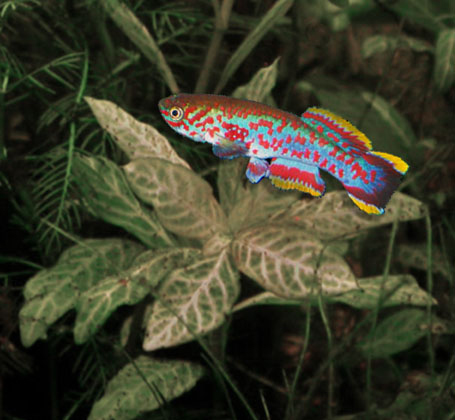
F. g. nigerianus "Makurdi" – một con đực từ địa phương gần Makurdi, Nigeria

## Quan hệ với con người
Cá đuôi đàn lia xanh được bắt cho việc buôn bán cá cảnh. Chúng dường như dễ nuôi và sinh sản mặc dù con đực có thể gây hấn với các loài khác di chuyển chậm hơn.

## Hình ảnh

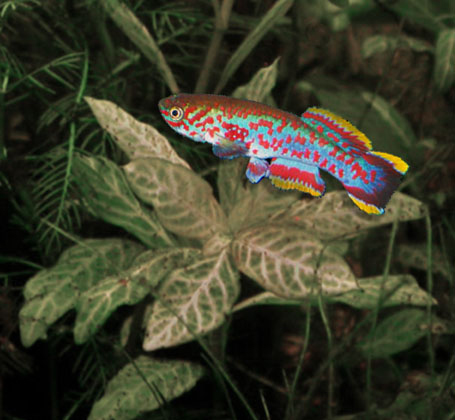